# Iuventa (Film)
Iuventa ist ein deutsch-italienischer Dokumentarfilm über die Rettungsmissionen des Schiffs Iuventa 2016 bis 2017.

## Inhalt
Im Juli 2016 ist das Schiff der Nichtregierungsorganisation Jugend Rettet vor Malta startbereit. Die Neulinge aus Deutschland üben Rettungseinsätze vorher durch. Vor den Hoheitsgewässern Libyens werden überfüllte Boote gesichtet. Angeleitet vom Koordinationszentrum der Küstenwache in Rom steigen die Flüchtenden in ein Beiboot der Iuventa um und kommen so auf das Schiff, wo sie nach Italien verfrachtet werden. Die Menschen aus Afrika sind überglücklich. Während der Winterpause geben die Rettungs-Aktivisten Interviews und stellen sich teils kritischen Fragen. 2017 gehen die Rettungseinsätze weiter, jedoch wird das Schiff im August beschlagnahmt. Die Anklage der Beihilfe zur illegalen Einwanderung steht im Raum. Die Aktivisten streiten einen solchen Vorwurf ab.

## Kritik
„Der Film endet mit einer hymnischen Feier der Aktivisten, verliert dadurch aber ein wenig die Distanz zu seinem Gegenstand. Auch das Schicksal der geretteten Bootsflüchtlinge, die sich offenbar mehrheitlich in italienischen Lagern befinden, wird nur gestreift. Auf kritische Stimmen verzichtet der Film weitgehend. Trotzdem gelingen ihm eindringliche Bilder. Dramatische Szenen auf hoher See erzeugen das beklemmende Gefühl, dem möglichen Tod auf Augenhöhe zu begegnen.“